# Ansgar Puff
Ansgar Puff (Mönchengladbach, 8 de janeiro de 1956) é Canon e bispo auxiliar em Colônia

## Vida
Ansgar Puff nasceu em Mönchengladbach em 1956 como o segundo dos quatro filhos e cresceu em Bonn - Bad Godesberg . Após a graduação do Aloisiuskolleg em Bad Godesberg e serviço civil , ele primeiro estudou trabalho social em Colônia . Durante seus estudos, ele viveu junto com franciscanos em um viveiro social em Cologne-Vingst.  Em seguida, ele estudou na Rheinische Friedrich-Wilhelms University, em Bonn filosofia e teologia católica .
Em 26 de junho de 1987, ele recebeu pelo Bispo Walter Jansen, a ordenação foi, então, quatro anos capelão no St. Bruno em Cologne Klettenberg e de 1991 a St. Theodore St. em Colónia-Vingst e Elisabeth valor montanha. Em 1 de setembro de 1996, ele se tornou pastor sênior em Dusseldorf nas paróquias de São Pio X. Eller-West, St. Josef Oberbilk e St. Apollinaris. Desde 1 de julho de 2008, ele também foi pastor da área pastoral Unter e Oberbilk, Friedrichstadt e Eller-West. De 2004 a 2012, Puff foi vice-decano da cidade em Dusseldorf. Em 1 de maio de 2012, o arcebispo Joachim Cardeal Meisner o nomeou Diretor do Departamento de Pastoral do Arzobispo Vicariato. Em 2012, o Papa Bento XVI o concedeu . O título honorário de capelão para Sua Santidade (Monsenhor). Puff pertence à comunidade espiritual " Caminho Neocatecumenal ".
O Papa Francisco nomeou Ansgar Puff Titus, Bispo de Gordus e Bispo Auxiliar de Colónia, em 14 de junho de 2013. A ordenação episcopal do Cardeal Meisner encontrado em 21 de setembro de 2013 na Catedral de Colônia vez. Os co-conselheiros foram os bispos auxiliares de Colônia Manfred Melzer e Dominik Schwaderlapp. Seu lema "Misericordia sua salvat" - "Salvado por Sua Misericórdia" vem da Epístola de Paulo a Titus ( Tit 3,5  EU ). Em 22 de setembro de 2013, ele se tornou um membro da Capítulo da catedral de Colónia introduzido. Como vigário episcopal é Ansgar Puff responsável para o Distrito Sul pastoral da Arquidiocese de Colônia, a cidade de Bonn, Euskirchen, o distrito de Rhein-Sieg eo distrito Rheinisch-Bergisch eo pertencentes às paróquias Arquidiocese de Colónia nos distritos de igrejas antigas e Neuwied inclui. Em fevereiro de 2014, foi nomeado Presidente do diocesano Caritas nomeado  e em 14 de abril de 2015 Vigário Episcopal para os pobres e Caritas. De 31 de outubro de 2014 a abril de 2015, foi Bispo Vigário da Pastoral Católica Internacional.
Na Conferência Episcopal Alemã , é vice-presidente da Comissão Caritas e membro da Comissão de Migração .

## Publicações
- O Caminho Neocatecumenal: Oportunidade de Renovar a Paróquia. Em: Gottfried Bitter, Albert Gerhards (ed.): Aprender a acreditar - para comemorar a fé. Experiências litúrgicas e esclarecimentos catequéticos. Kohlhammer-Verlag, Stuttgart-Berlin-Cologne, 1998, pp. 157-162.